# Dignitatis humanae
Dignitatis humanae is de verklaring over de godsdienstvrijheid die tot stand kwam tijdens het Tweede Vaticaans Concilie (Vaticanum II, 1962 – 1965). Hiermee trachtte men doctrinair de standpunten vast te leggen die de kerk in de voorgaande decennia had ontwikkeld ten aanzien van mensenrechten, zoals de vrijheid van godsdienst. In Dignitatis humanae werd ingegaan op christelijke samenlevingen met zowel een meer pluraal karakter (zoals de Verenigde Staten) als een homogeen karakter (zoals Spanje).
Op 7 december 1965 werd Dignitatis humanae officieel van kracht door afkondiging van paus Paulus VI, nadat deze in het concilie was aangenomen met 2308 tegen 70 stemmen. De groep geestelijken die zich verzet teggen de verklaring en in bredere zin tegen de besluiten van Vaticanum II vormt binnen het katholicisme het traditionalisme.

## Achtergrond
Tot aan het einde van de middeleeuwen was de Kerk een dominante politieke factor in de christelijke wereld. Tijdens de 19e en de 20e eeuw ontstonden echter nieuwe ontwikkelingen in de wetenschap, filosofie en theologie en er ontstond een historisch-kritishe hermeneutiek van het geloof en van de Bijbel. Aanvankelijk bestreed Rome dit opkomend modernisme, maar paus Pius XII gaf al aan de nieuw opgekomen instrumenten die de wetenschap bood, (gedeeltelijk) te waarderen. Paus Johannes XXIII riep daarop een concilie bijeen, het Tweede Vaticaans Concilie, kortweg Vaticum II, dat tussen 11 oktober 1962 en 8 december 1965 de kerk bij de tijd moest brengen, moderniseren. In het Italiaans ook wel aggiornamento, een woord dat Johannes XXIII daar zelf voor gebruikte.
Naast wetenschap, filosofie en theologie speelden andere invloeden mee in de behoefte aan het concilie en de verklaringen die daaruit voortkwamen. Zo waren het noorden en noordwesten van Europa inmiddels onder invloed van de Reformatie en ook Groot-Brittannië had een zich afgescheiden met als resultaat de Anglicaanse Kerk. Het verschijnsel van de natiestaat had inmiddels intrede gedaan en staatsrecht en soevereiniteit hadden een andere betekenis gekregen. In veel landen was er een (al dan niet strikte) scheiding van kerk en staat en Europa was niet alleen meer onder sterke invloed van het christendom, maar ook de Verlichting had grote invloed op de cultuur en het denken.
In Zuid-Europa was inmiddels een model ontwikkeld dat moest leiden tot een samengaan van enerzijds de nieuwe vormen van macht en anderzijds de invloed die de kerk beoogde. In dit zogenoemde Spaanse model genoot de Rooms-Katholieke Kerk officiële erkenning en bescherming van overheidswege, ze had een noemenswaardige machtspositie in sociale en maatschappelijke kwesties en er was tussen de nationale overheid en de Heilige Stoel een concordaat gesloten waarin de onderlinge betrekkingen geregeld waren
Een dergelijk model was mogelijk in landen die overwegend rooms-katholiek waren, maar in een plurale samenleving was dat moeilijker. In de Verenigde Staten, met 25% katholieken, stond dit zelfs haaks op het eerste amendement van de grondwet. De jezuïet John Courtney Murray legde de grondslag voor de huidige opvatting van de Rooms-Katholieke Kerk over godsdienstvrijheid c.q. gewetensvrijheid, die zowel in plurale samenlevingen (de Verenigde Staten) als in homogene samenlevingen (Spanje) toepassing konden vinden.

## Totstandkoming

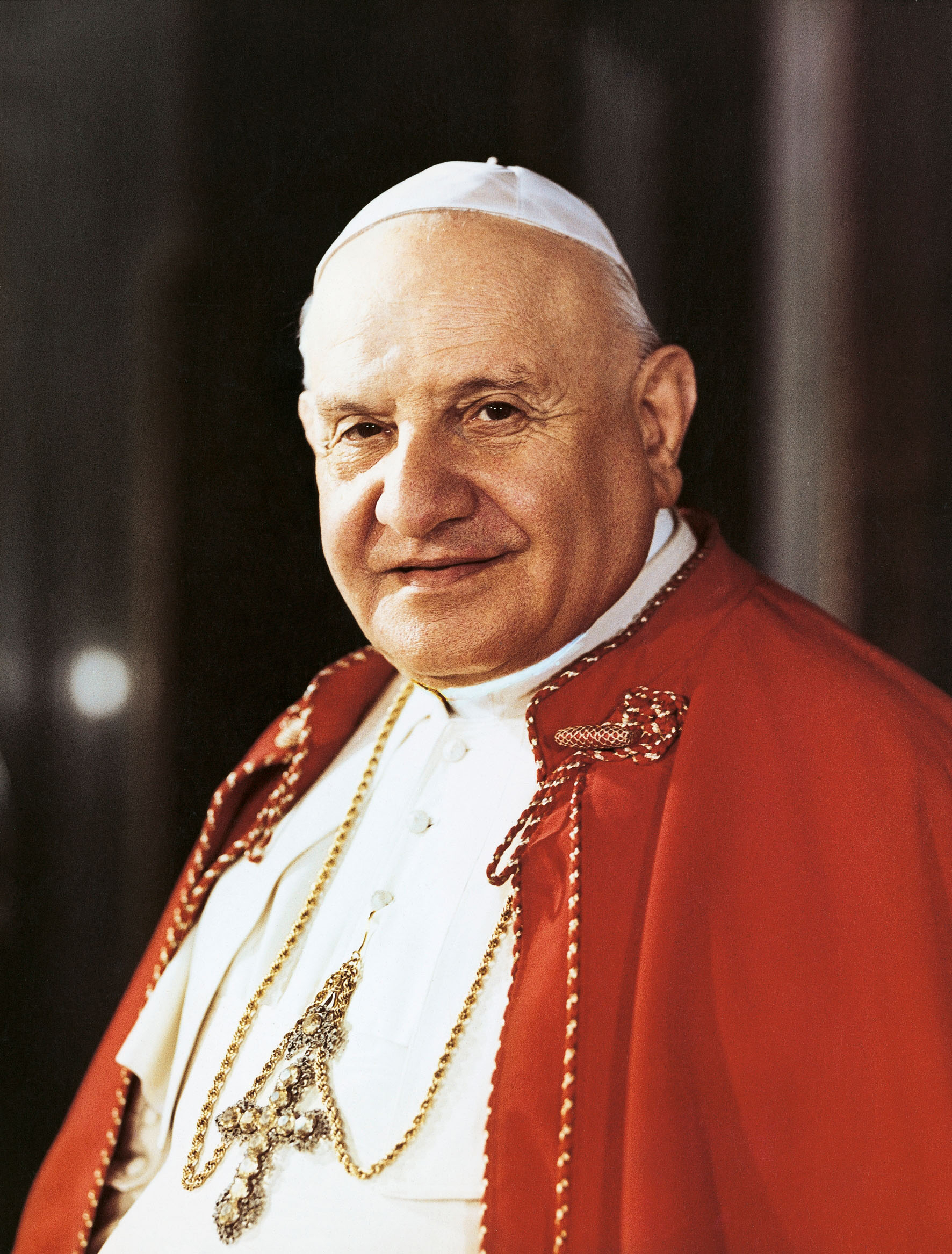
Paus Johannes XIII, riep het Tweede Vaticaans Concilie bijeen

Het recht op vrijheid van godsdienst was volgens de Rooms-Katholieke Kerk te relativistisch. De traditionalisten wensten niet verder te gaan dan een grote mate van tolerantie jegens de verschillende godsdiensten. Zodoende gaf Johannes XXIII de opdracht aan de Pauselijke Raad ter Bevordering van de Eenheid van de Christenen onder leiding van mgr. Augustin Bea en een Theologische Commissie onder leiding van mgr. Alfredo Ottaviani tot een eenduidige oplossing te komen. Johannes XXIII overleed in juni 1963 echter, maar zijn opvolger paus Paulus VI zette het concilie voort.

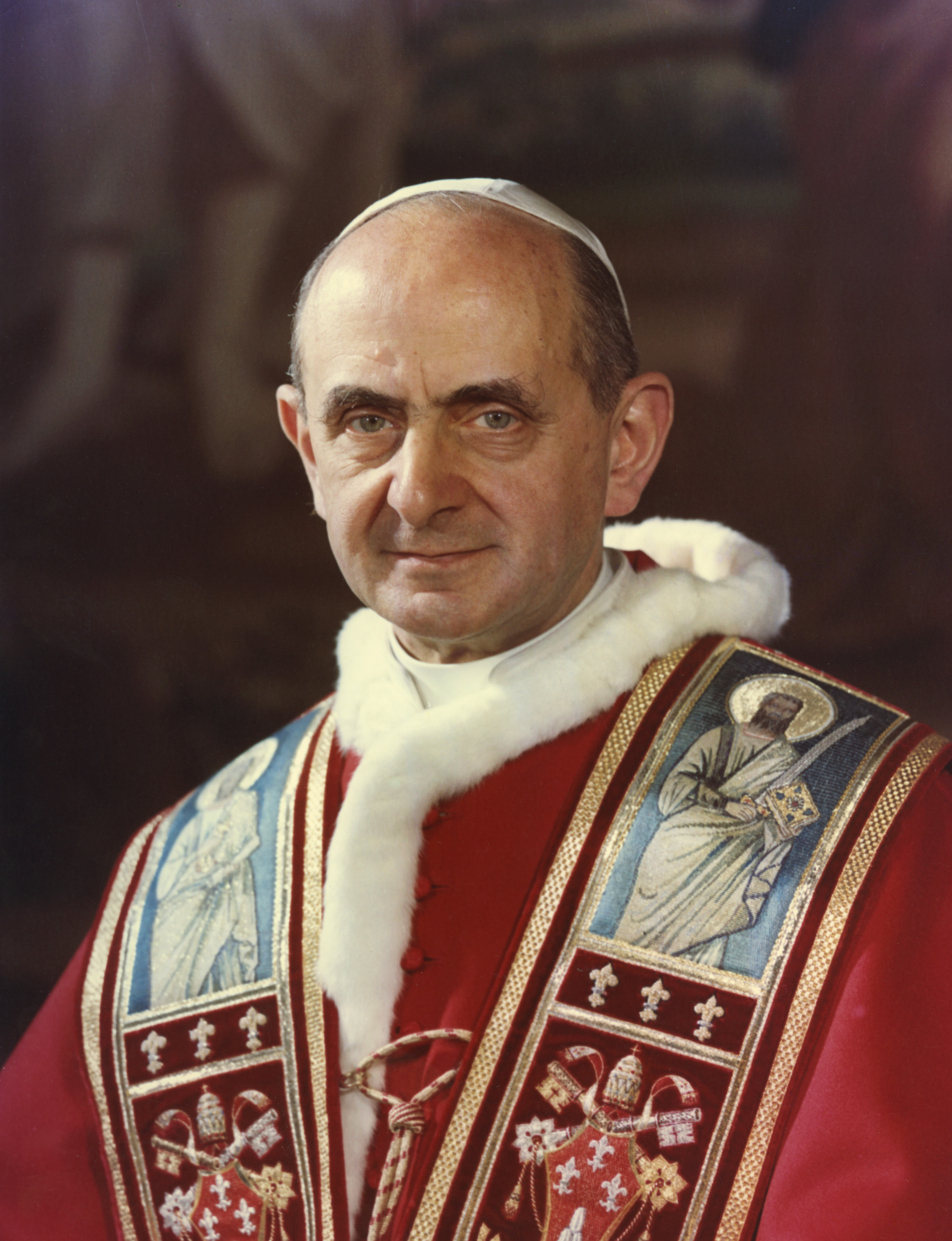
Paus Paulus VI, opvolger van Johannes XXIII (begin 1969)

In verschillende sessies van het concilie werd de verklaring opgetekend, hoewel er meningsverschillen bleven bestaan. Op verzoek van Francis Spellman werd John Courtney Murray in april 1963 als peritus bij het concilie geroepen. Dit ondanks de slechte relatie met Alfredo Ottaviani. De Amerikaanse bisschoppen die al deelnamen, baseerden zich vaak op zijn artikelen en opvattingen. Bij de traditionalisten lagen deze slecht. Desondanks werd het onderwerp godsdienstvrijheid opgenomen in de verklaring van Vaticanum II aan het einde van de tweede bijeenkomst.
Tijdens de derde bijeenkomst werd de verklaring over de godsdienstvrijheid meermaals ingrijpend herzien door zowel de Pauselijke Raad als de Theologische Commissie. Volgens Murray leidde dit tot afzwakking van de verklaring. Op 9 november werd de verklaring goedgekeurd door de Commissie. Tien dagen later op 19 november werd ze definitief, een dag die ook wel schertsend aangeduid werd als Zwarte Donderdag, door Murray zelfs als Dag der gramschap. De conservatieve vleugel binnen de kerk zou nog tevergeefs hebben geprobeerd de stemming over de verklaring te vertragen en ook de progressievere vleugel zou zich hebben ingezet om de uiteindelijke stemming te beïnvloeden. Die uiteindelijke stemming vond plaats tijdens de vierde en laatste bijeenkomst van het concilie op 7 december 1965 waar de verklaring werd aangenomen met 2308 tegen 70 stemmen.

## Inhoud
De Rooms-Katholieke Kerk erkent met Dignitatis humanae de godsdienstvrijheid als recht dat mensen toekomt vanuit hun waardigheid. Tegenover andere godsdiensten erkent de kerk echter niet dat deze waarheid zijn, waar de vrijheid van godsdienst dus garanderen kan dat mensen noch het katholicisme nog een andere godsdienst gedwongen worden te accepteren als waarheid en rooms-katholieken dus uitsluitend hun godsdienst zouden moeten aanaarden uit eigen vrije wil.

Aangezien nu de godsdienstvrijheid, die de mensen voor zich opeisen bij het vervullen van hun plicht van Godsverering, betrekking heeft op het vrij zijn van dwang in de burgerlijke maatschappij, doet ze geen afbreuk aan de traditionele katholieke leer omtrent de morele plicht van mensen en gemeenschappen ten opzichte van de ware godsdienst en de énige Kerk van Christus
— Inleiding bij Dignitatis humanae

Deze vrijheid bestaat hierin, dat alle mensen vrij moeten zijn van dwang, zowel van de kant van individuen als van sociale groepen en van welke menselijke macht ook, en wel zo, dat niemand inzake godsdienst gedwongen wordt om te handelen tegen zijn geweten of verhinderd wordt om, binnen de juiste grenzen, te handelen volgens zijn geweten, hetzij privé of publiek, hetzij individueel of samen met anderen. […] Zij zijn ook verplicht, de waarheid, eenmaal gekend, te aanvaarden en heel hun leven in te richten volgens de eisen van de waarheid.
— Art. 1 Dignitatis humanae

## Kritiek
Er zijn binnen de Rooms-Katholieke Kerk nog altijd voor- en tegenstanders als het gaat om de huidige formulering van godsdienstvrijheid. Het modernisme vond voortzetting in de Nouvelle Théologie, waar aanvankelijk ook Joseph Ratzinger zich bij schaarde.
Daartegenover zijn er traditionalisten, een bekend voorbeeld daarvan zijn is het Priesterbroederschap Sint Pius X. Zij erkent Dignitatis humanae en Nostra Ætate niet. De godsdienstvrijheid die wordt toegekend zou indruisen tegen de verklaringen van paus Pius IX, die veroordeelde dat de mens vrij zou zijn een godsdienst te kiezen. Deze traditionalistische opvatting wordt bestreden met het argument dat Dignitatis humanae tegen gedwongen bekering gericht is.

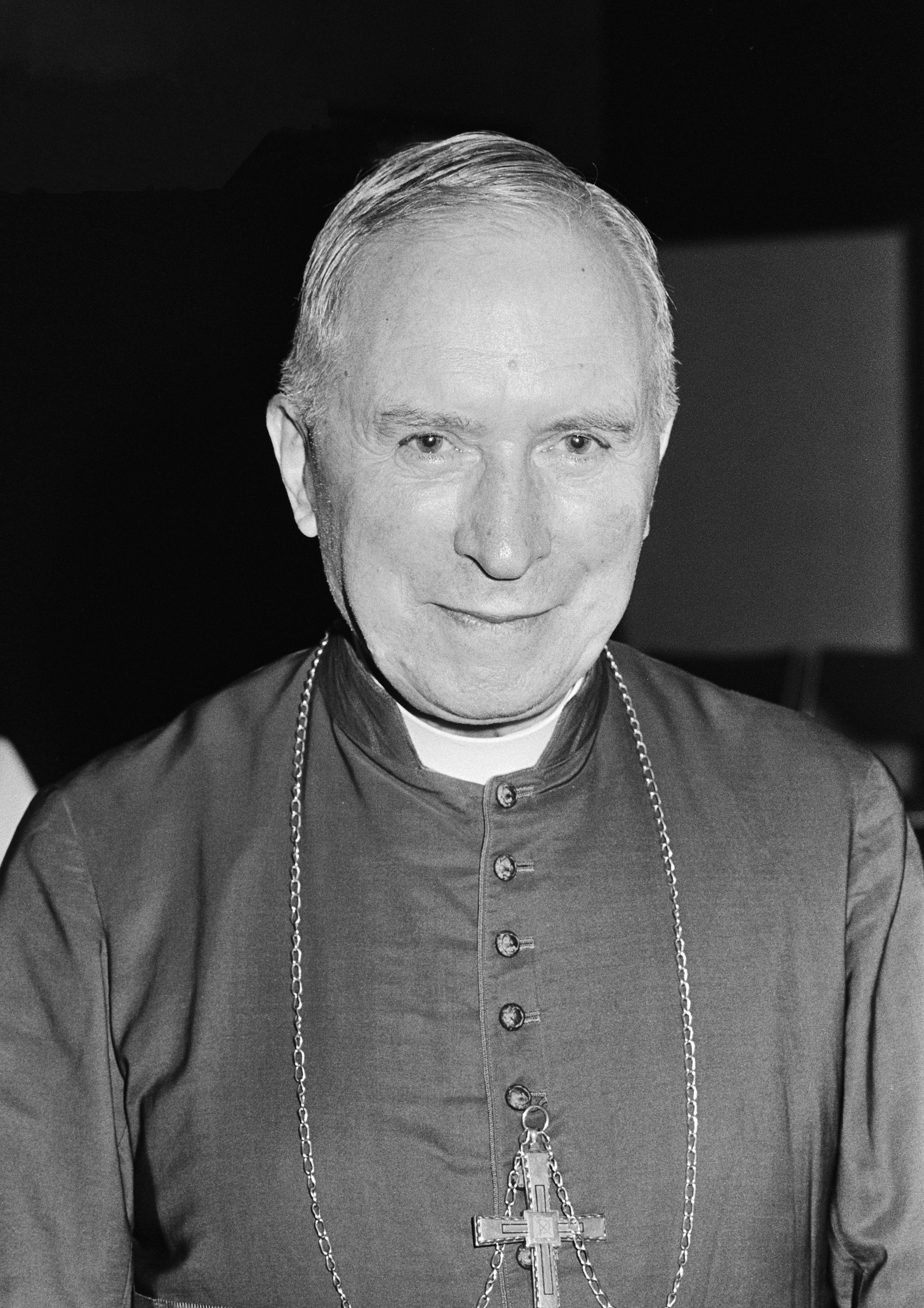
Marcel Lefebvre, FSSPX

In 1988 consecreerde hun stichter mgr. Marcel Lefebvre zelf bisschoppen, met excommunicatie van rechtswege tot gevolg, hoewel dat kerkrechtelijk niet door iedereen als juist werd bevonden. Begin 2009 hief paus Benedictus XVI deze excommunicatie op. 